# 天津土木工程学校
天津土木工程学校，是天津市历史上曾经存在的一所专门从事土木工程领域教育的学校。1951年9月19日，中央人民政府教育部发布(51)高一字1170号令批准，津沽大学改为公立，将私立天津达仁学院、天津土木工程学校分别合并入津沽大学商学院、工学院。